# بير توماس أندرسن
بير توماس أندرسن (بالنرويجية البوكمول: Per Thomas Andersen)‏ هو مؤرخ أدبي وبروفيسور نرويجي، ولد في 8 فبراير 1954.